# أزراح
أزراح، أو آ-زا-را-آح، كان الملك الأشوري من الفترة المبكرة وفقا لقائمة ملوك آشور الذي ذكر فيها أنه الخامس عشر من أصل سبعة عشر ملكا مِن مَن عاشوا في الخيم. وكثيرا ما تم تفسيره على أنها قائمة أسلاف الملك الأموريشمشي أدد الأول الذي غزا مدينة آشور. وتذكر قائمة الملوك أنه خليفة الملك بيلو. وأن أوشبيا خلفه في الحكم.